# Sarah Hilary
Sarah Hilary, née dans le Cheshire en Angleterre, est une femme de lettres britannique, auteure de thriller. 

## Biographie
Ses grands-parents et sa mère sont prisonniers d'un camp japonais, à Bornéo, en 1944, où son grand-père, Stanley George Hill, trouve la mort l'année suivante.
La jeune Sarah fait des études supérieures et détient un baccalauréat universitaire spécialisé en histoire des idées.
Influencée par l'œuvre de Patricia Highsmith, elle se lance dans l'écriture en publiant Fall River, August 1892 (2008), une nouvelle historique qui revient sur l'affaire Lizzie Borden.
Le Visage du mal (Someone Else's Skin), paru en 2014, remporte le prix du meilleur premier roman policier du festival international d'Harrogate. Il s'agit du premier titre d'une série policière ayant pour héroïne Marnie Roma, une DI britannique.
Le deuxième roman de la série, De l'autre côté de la nuit (No Other Darkness), est nommé pour le Barry Award 2016 du meilleur livre de poche original.
L'auteure vit à Bath.

## Œuvre

### Romans

#### SérieMarnie Rome
- Someone Else’s Skin (2014) Publié en français sous le titre Le Visage du mal, Paris, Éditions Jean-Claude Lattès (2015)  (ISBN 978-2-7096-4571-3)
- No Other Darkness (2015) Publié en français sous le titre De l'autre côté de la nuit, Paris, Éditions Jean-Claude Lattès (2017)  (ISBN 978-2-7096-4572-0)
- Tastes Like Fear (2016)
- Quieter Then Killing (2017)
- Come and Find Me (2018)
- Never Be Broken (2019)

### Nouvelle
- Fall River, August 1892 (2008)

### Recueil de nouvelles
- Killer Women Crime Club Anthology 2 (2017) (avec Rachel Abbott, Tammy Cohen, Julia Crouch, Elly Griffiths, Amanda Jennings, Erin Kelly, Colette McBeth, Mel McGrath, Kate Medina, Louise Millar, Helen Smith, Louise Voss et Laura Wilson)

## Prix et distinctions

### Prix
- Prix du meilleur premier roman policier du festival international d'Harrogate pour Le Visage du mal[1]

### Nomination
- Barry Award 2016 du meilleur livre de poche original pour De l'autre côté de la nuit[2]